# ناحیه اکران، شهرستان ویلکین، مینه‌سوتا
شهرستان اکران، بخش ویلکین، مینه‌سوتا (به انگلیسی: Akron Township, Wilkin County, Minnesota) یک منطقهٔ مسکونی در ایالات متحده آمریکا است که در مینه‌سوتا واقع شده‌است.

## خصوصیات
شهرستان اکران ۹۱٫۹ کیلومترمربع مساحت و ۱۵۳ نفر جمعیت دارد و ۳۲۱ متر بالاتر از سطح دریا واقع شده‌است.